# 前田速念寺
前田速念寺（まえだそくねんじ）は、愛知県名古屋市中川区前田西町にある浄土真宗の寺院。

## 概要
山号は岡部山。山号は織田家の家臣であった岡部忠昌が深く速念寺に帰依し、三つ巴の家紋・器具等を寄進したことに由来する。

## 由緒
尾張国海東郡前田村にあった前田城の旧跡に創建された。前田村は前田利家をはじめとする前田氏発祥の地である（異説もある。前田氏参照）。もとは天台宗であったが、意休法師（前田利則、利家の叔父）のときに浄土真宗に改宗した。本尊は前田利家寄進にかかる阿弥陀如来尊像であり、その蓮台には「本尊聖徳太子御作」「前田又左衛門尉利家」の銘がある。
速念寺の寺伝では、前田利家は前田城で生まれ、のちに荒子城（現・名古屋市中川区荒子）に移ったとしている。

## 所在地
- 愛知県名古屋市中川区前田西町1丁目904番地